# Einwohnerentwicklung von Bad Hersfeld
Dieser Artikel gibt die Einwohnerentwicklung von Bad Hersfeld tabellarisch und graphisch wieder.

## Einwohnerentwicklung
Die ersten Angaben über Einwohner in Hersfeld stammen aus dem Kloster. Vom Ende des 8. Jahrhunderts sind hier 150 Mönche beurkundet. Weitere Zahlen stammen aus dem Jahr 1005 und 1118 mit jeweils 50 Mönchen. Die erste Angabe über eine Einwohnerzahl gibt der Peststein an der Stadtkirche wieder.  Er gibt an, dass im Jahr 1356, etwa 3000 Einwohner der Stadt während einer Pestepidemie gestorben sind.
Die erste urkundlich bekannte Zählung erfolgte nach dem Deutschen Bauernkrieg 1525, als der hessische Landgraf der Abtei Hersfeld zu Hilfe kam und sich dabei Teile der Abtei als Pfand aneignete. In diesem Jahr wurden 400 Männer und neun Zünfte gezählt. Gezählt wurden aber, wie bis weit in das 19. Jahrhundert hinein, nur Männer mit Bürgerrecht. Sie hießen die „Hausgesessene“ (mhd. hûs-gesëzze swm.), man hatte somit die Anzahl der Haushaltungen in der Stadt. Die bei Hausgesessenen einquartierten „Beisassen“ wurden nicht gezählt.
Die Einwohnerzahlen stiegen im Mittelalter und der frühen Neuzeit nur langsam. Durch die zahlreichen Kriege, Seuchen und Hungersnöte ging sie immer wieder zurück. Erst ab Mitte des 19. Jahrhunderts, als sich die Stadt auch außerhalb Stadtmauern ausdehnte und es zu einem erheblichen Wachstum der Textil- und Maschinenbauindustrie kam, stieg die Einwohnerzahlen stark an.
Die folgenden Übersichten zeigten die Einwohnerzahlen nach dem jeweiligen Gebietsstand. Bis 1748 handelt es sich meist um hochgerechnete Einwohnerzahlen (errechnet mit Hilfe der Todes-, Geburtenraten und der Auswanderungszahlen). Ab 1736 (1736 und 1747,  Zählung zur Rektifikation des Steuersockels), begann man mit der Zählung von Einwohnern. Die Zähnung beinhaltete aber weiterhin nur die Einwohner in selbständigen Haushalten mit Bürgerrecht. Die Bevölkerungszahl aller Einwohner, mit und ohne Bürgerrecht, wird im Jahr 1747 auf 3712 geschätzt. Die Daten bis 1939 stammen aus Volkszählungen nach uneinheitlichen Erhebungsverfahren und danach aus der amtlichen Fortschreibung des statistischen Landesamtes. Ab 1962 stammen die Zahlen vom Einwohnermeldeamt Bad Hersfeld.

### Im Dreißigjährigen Krieg

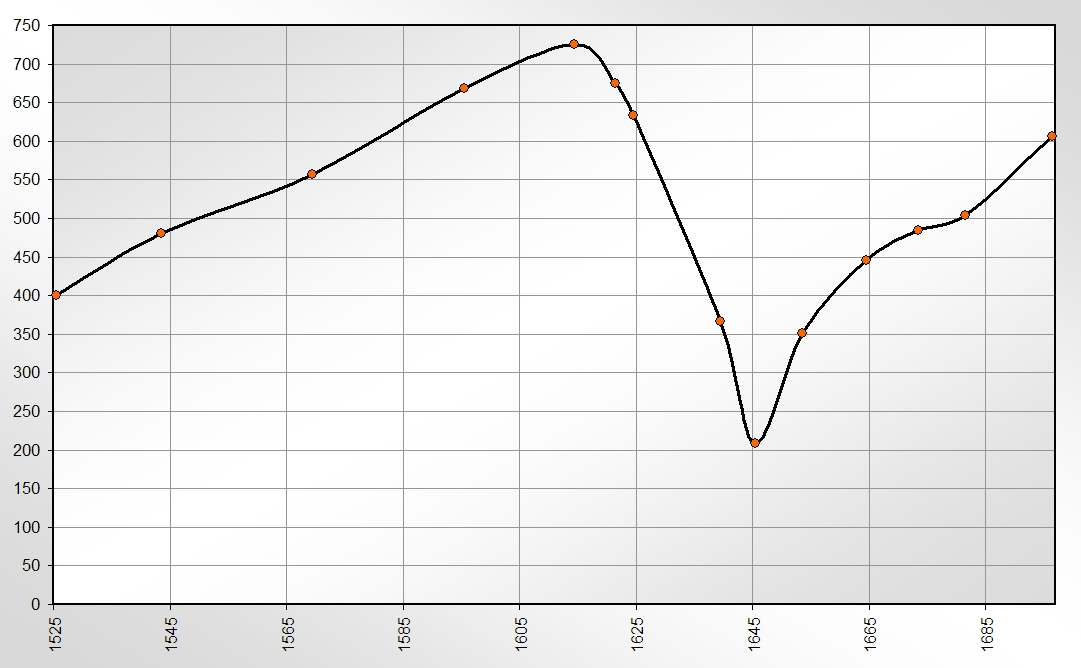
Haushalte zwischen 1525 und 1681

Anhand der Todes- und Geburtenraten, der Auswanderungszahlen und der Steuerakten aus der Zeit zwischen 1614 und 1624, schätzt man die gesamte Bewohnerzahl der Stadt im Jahr 1614 auf 3300 bis 3600, sie nahm im Jahr 1624 auf 2900 bis 3200 ab.
Nach dem Krieg, 1653 wurden  „47 wüste, bishero unbewohnte, auch zu reparierende, fast mehrerenteils untüchtige Häuser“, 177 wüste Hofstätten in der Altstadt und 36 wüste Hofstätten in der völlig zerstörten Neustadt vor dem Peterstor gezählt.
| Jahr | Haushalte |
| ---- | --------- |
| 1525 | 400       |
| 1543 | 480       |
| 1569 | 557       |
| 1595 | 668       |
| 1614 | 725       |

| Jahr | Haushalte |
| ---- | --------- |
| 1621 | 675       |
| 1624 | 634       |
| 1639 | 367       |
| 1645 | 209       |
| 1653 | 351       |

| Jahr | Haushalte |
| ---- | --------- |
| 1664 | 446       |
| 1673 | 484       |
| 1681 | 504       |
| 1681 | 606       |

### Von 1645 bis 1939
(jeweiliger Gebietsstand)
| Jahr/Datum | Einwohner |
| ---------- | --------- |
| 1645       | 1.148     |
| 1653       | 1.404     |
| 1664       | 1.784     |
| 1673       | 1.936     |
| 1681       | 2.016     |
| 1696       | 2.424     |
| 1736       | 3.054     |
| 1741       | 2.857     |
| 1746       | 3.373     |
| 1747       | 3.105     |
| 1755       | 3.100     |
| 1795       | 4.263     |
| 1810       | 5.181     |
| 1817       | 5.169     |
| 1822       | 5.781     |

| Datum | Einwohner |
| ----- | --------- |
| 1823  | 5.806     |
| 1825  | 6.144     |
| 1830  | 6.307     |
| 1834  | 6.565     |
| 1840  | 6.553     |
| 1845  | 6.920     |
| 1846  | 6.445     |
| 1849  | 6.365     |
| 1850  | 6.379     |
| 1857  | 5.890     |
| 1860  | 5.838     |
| 1861  | 5.972     |
| 1867  | 6.290     |
| 1871  | 6.438     |
| 1875  | 6.820     |

| Datum | Einwohner |
| ----- | --------- |
| 1880  | 7.065     |
| 1885  | 7.262     |
| 1890  | 6.758     |
| 1895  | 7.413     |
| 1896  | 7.386     |
| 1900  | 7.908     |
| 1905  | 8.688     |
| 1910  | 9.613     |
| 1913  | 10.237    |
| 1919  | 10.087    |
| 1925  | 11.372    |
| 1930  | 12.318    |
| 1931  | 12.348    |
| 1933  | 12.677    |
| 1939  | 14.665    |

### Ab 1946
(jeweiliger Gebietsstand und zum Stichtag 31.12 des jeweiligen Jahres)
Durch die lange Zeit der Zonenrandlage wanderten viele junge Familien ab, so weist der Landkreis wie viele ehemalige Kreise in Zonenrandlage eine alte Bevölkerungsstruktur auf. Dies spiegelt sich auch in der Stadt wider. Durch die bundesweit sinkenden Geburtenraten und trotz der zentralen Lage, in der sich Bad Hersfeld seit 1989 befindet, änderte sich diese Bevölkerungsstruktur nicht wesentlich. Die Hessen-Agentur  geht daher davon aus, dass die Bevölkerung im Landkreis bis zum Jahr 2020 um 6 Prozent abnimmt.
| Jahr/Datum | Einwohner |
| ---------- | --------- |
| 1946       | 19.625    |
| 1950       | 21.285    |
| 1955       | 23.175    |
| 1956       | 23.570    |
| 1961       | 23.004    |
| 1962       | 23.315    |
| 1974       | 29.305    |
| 1975       | 28.683    |
| 1976       | 28.659    |
| 1987       | 28.845    |

| Datum | Einwohner |
| ----- | --------- |
| 1994  | 32.144    |
| 1996  | 31.361    |
| 2003  | 30.694    |
| 2004  | 30.490    |
| 2006  | 30.643    |
| 2007  | 30.411    |
| 2008  | 30.139    |
| 2009  | 29.971    |
| 2010  | 30.087    |
| 2011  | 30.164    |

| Datum | Einwohner |
| ----- | --------- |
| 2012  | 28.772    |
| 2016  | 29.615    |
| 2017  | 29.767    |